# Рогатка чотирирога
 Рогатка чотирирога (Myoxocephalus quadricornis) — вид скорпеноподібних риб родини Бабцеві (Cottidae).

## Поширення
Вид зустрічається в арктичних узбережних водах біля берегів Канади,  Аляски,  Гренландії,  Скандинавії та  Карелії та у  Балтійському морі.

## Опис
Це дрібна рибка: морська форма сягає 20-30 см завдовжки, тоді як прісноводна рідко перевищує 15 см. Має велику горбкувату голову з великими губами та чотирма кістяними виростами, які відсутні у прісноводних форм. Голова, тіло і плавники бурого, строкатого забарвлення. Черево самця жовтувато-коричневого забарвлення, в той час, як у самиць білувате черево.

## Біологія
Живиться донними безхребетними та ікрою риб. Нерест відбувається у зимовий час з листопада по березень. Самець риє ямку в ґрунті, у яку самиця відкладає партію яєць. Самець охороняє та провітрює гніздо протягом ста днів.